# Provinzial-Blindenanstalt Düren

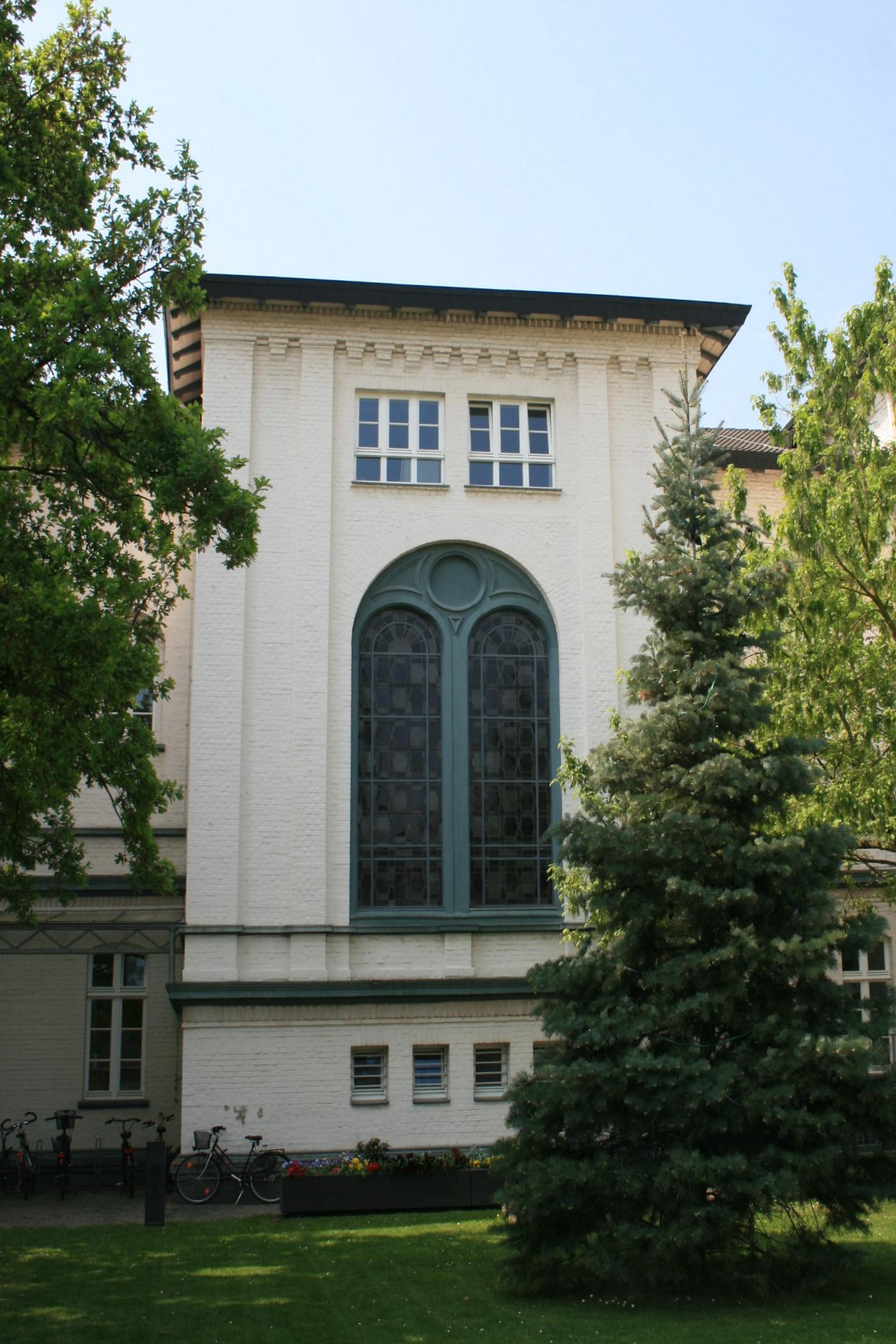
Ehemaliges Lazarettgebäude an der Meckerstraße

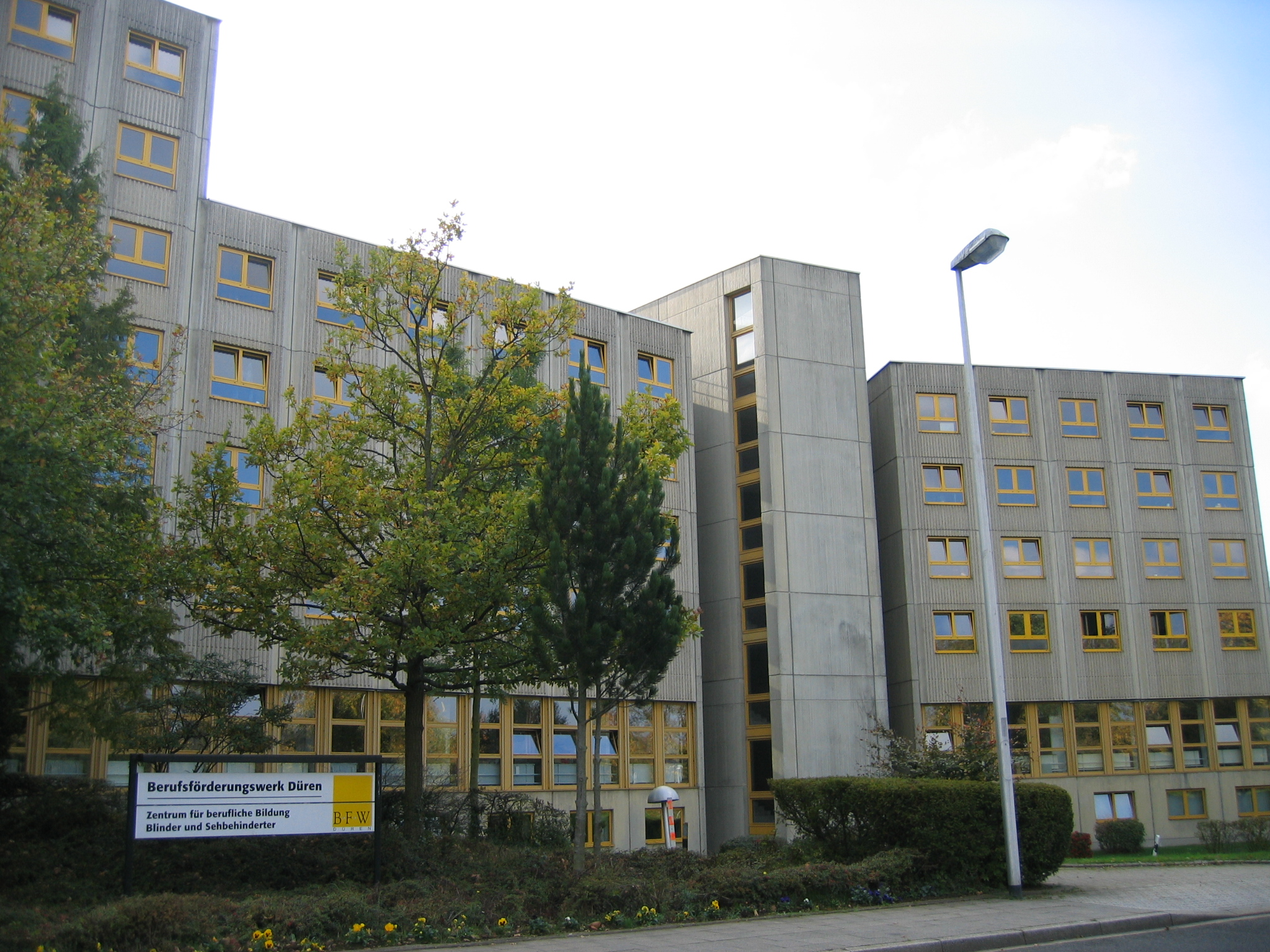
Gebäude des Berufsförderungswerks

Die Provinzial-Blindenanstalt Düren war eine Einrichtung für Blinde in der Kreisstadt Düren in Nordrhein-Westfalen. Noch heute nennt man die Stadt wegen der vielen Einrichtungen für Blinde und Sehbehinderte die Stadt der Blinden.
Die Initiative für die Einrichtungen für Blinde ging von der Dürener Unternehmerfamilie Schenkel aus. Bei einer Versammlung des Rheinischen Provinziallandtags wurde 1842 vorgeschlagen, aus freiwilligen Beiträgen eine Rheinische Blindenanstalt zu gründen. Düren wurde Sitz der Einrichtung, weil der Unternehmer Rudolf Schenkel und seine Ehefrau Catharina Schenkel geb. Schoeller das ihnen gehörende ehemalige Kollegiengebäude der Jesuiten dafür zur Verfügung stellten.
Am 13. November 1845 eröffnete dort die Elisabethstiftung für Blindenunterricht in der Rheinprovinz mit sieben Personen. Die Benennung bezog sich auf die preußische Königin Elisabeth, Ehefrau von König Friedrich Wilhelm IV.
Im Jahr 1876 zog die Einrichtung in die neu erbauten Gebäude an der Meckerstraße in Düren-Nord, im Juli erfolgte die Eröffnung. Die Blindenanstalt wurde zu dieser Zeit von den Cellintinnen betreut, die bis 1968 dort tätig waren. Wilhelm Mecker war der erste Direktor der Anstalt, nach ihm wurde die Meckerstraße benannt.
Der 1886 gegründete Rheinische Blinden-Fürsorge-Verein besteht noch heute, er errichtete 1904 in direkter Nähe der Blindenanstalt eine Blindenwerkstätte mit angeschlossenem Wohnheim. Die Werkstätte wurde am 18. April 1904 eingeweiht. Vorher war sie in angemieteten Räumen an der Karlstraße untergebracht, die jedoch zu klein geworden waren. Heute befindet sich im Haus der Blindenwerkstätten ein Kindergarten der Arbeiterwohlfahrt. Mathilde Schoeller geb. Carslanger starb 1908 und vermachte der Stadt Düren, dem Armenverein und der Blindenanstalt 45.000 Mark.
Durch die fortschreitende Industrialisierung und die damit verbundenen neuen Berufe starben die traditionellen Blindenberufe immer mehr aus, so dass die Blindenanstalt immer mehr verkleinert wurde. Heute ist noch die Louis-Braille-Schule Düren mit Internat am Standort erhalten. Hinzu kommen noch ein Heim für mehrfach behinderte Blinde an der Dürener Eberhard-Hoesch-Straße, das Blindenaltersheim Anna-Schoeller-Haus an der Roonstraße und das Berufsförderungswerk Düren, eine Umschulungsstätte für Späterblindete und Sehbehinderte im Dürener Süden.